# 昂斯坦
昂斯坦（法語：Anstaing，法語發音：[ɑ̃stɛ̃]）是法国上法兰西大区北部省的一个市镇，位于该省中部，省会里尔市区东南，属于里尔区和里尔欧洲都会区。

## 地理
昂斯坦（50°36'19"N, 3°11'27"E）面积2.3 平方千米，位于法国上法蘭西大區北部省，该省份为法国最北部的省份及最长的省份，西北濒北海，西接加来海峡省，南至埃纳省和索姆省，东与比利时接壤。
与昂斯坦接壤的市镇（或旧市镇、城区）包括：谢朗、特雷桑、阿斯克新城、格吕松、梅朗图瓦地区桑甘。
昂斯坦的时区为UTC+01:00、UTC+02:00（夏令时）。

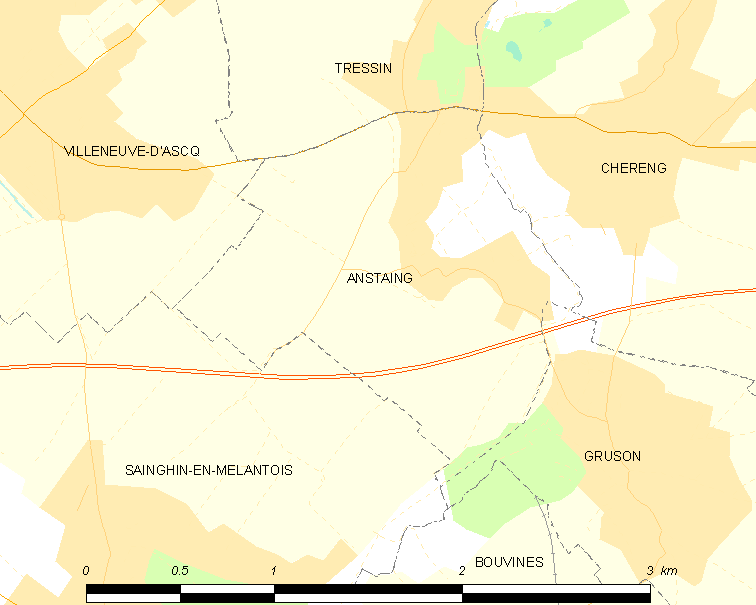
昂斯坦的OSM定位图

## 行政
昂斯坦的邮政编码为59152，INSEE市镇编码为59013。

## 政治
昂斯坦所属的省级选区为佩韦勒地区唐普勒沃县。

## 人口

1962-2008年间昂斯坦人口变化图示

昂斯坦于2022年1月1日时的人口数量为1643人。